# Anataelia canariensis

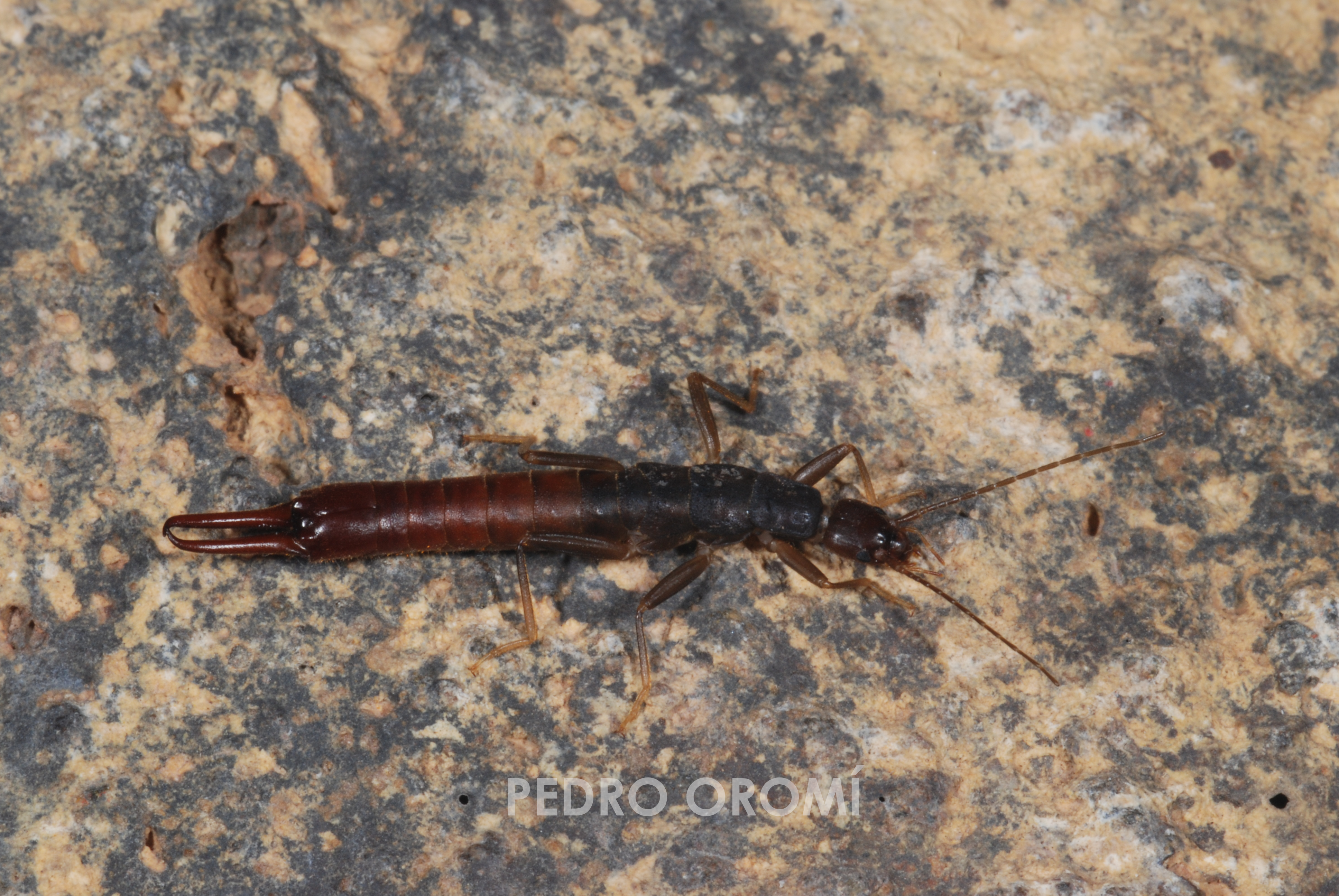
Ein Weibchen der Schwesterart Anataelia lavicola.

Anataelia canariensis ist eine Art der zu den Insekten gehörenden Ohrwürmern und auf den Kanarischen Inseln verbreitet. Es handelt sich um eine der drei einzigen Arten der Protodermaptera im politischen Europa und ebenfalls um eine der drei einzigen Arten im westlichen paläarktischen Gebiet.

## Merkmale
Die Körperlänge der Männchen beträgt inklusive Zange 14–15,5 mm, die der Weibchen 15–16 mm.
Die Färbung der ungeflügelten Art ist rötlichbraun, der Vertex (Mittelkopf), der vordere Bereich von Prozona und Metazona des Pronotums (vorderer und hinterer Bereich des Pronotums), die Seiten und Hinterränder des Meso- und Metanotums, und die Femora längsseitig sind durchdrungen von dunklem graubraun. Das Ende des Abdomens und der Forceps (Zange) sind glänzend.
Der Kopf ist lang, die postfrontalen und coronalen Nähte tief, die Augen klein und kürzer als die Länge der coronalen Nähte. Die Antennen besitzen 16 Glieder, das erste Glied (Scapus) ist länglich und etwa so lang wie die Genae (Bereich zwischen den Augen und dem Kopfende) oder der Bereich zwischen den Antennenbasen. Das Pronotum ist etwas kürzer als der Kopf und kürzer als die kombinierte Mittellänge von Meso- und Metanotum. Die Seitenränder des Pronotums erweitern sich ein wenig hin zum Hinterrand und alle Ecken des Pronotums sind abgerundet. Das Abdomen ist zum Hinterende hin kaum bis moderat erweitert, vor allem bei macrolabia-Männchen stärker erweitert. Das letzte Tergit ist in beiden Geschlechtern verbreitert, die mittlere Längsfurche ist bei Männchen deutlich und vor dem Hinterrand befindet sich bei ihnen eine abgerundete Schwellung. Die männliche Zange ist symmetrisch, basal etwas dreieckig und zur Spitze hin zylindrisch. Die Form wirkt geschwungen, von der parallelen Basis aus schwingen die beiden Zangenäste abgerundet nach außen und laufen wieder zusammen, zur Spitze hin verlaufen sie zunächst wieder parallel und dann zusammen, bis sich die Spitzen in Ruhestellung überkreuzen. Die männlichen Genitalien sind charakteristisch, die Parameren oval, der Medianschnitt des Vorderrandes ist klein, die Genitalloben sind voll entwickelt, lang und mit Virgae. Die äußeren Parameren weisen einen kleinen Einschnitt vor der Spitze auf, so dass sie zweigespitzt und eingekerbt wirkt. Die Weibchen sehen den Männchen ähnlich, doch ist ihre Zange einfach, schmal und zusammenlaufend.
Die Nymphen ähneln den Weibchen. Ein Exemplar des letzten der 6 oder 7 Larvalstadien war 12 mm lang und hatte 15 Antennenglieder. Ein Exemplar des vorletzten Stadiums war 10 mm lang und hatte 14 Antennenglieder.

### Ähnliche Arten
Die ähnlichen Arten Anataelia troglobia (La Palma) und Anataelia lavicola (La Palma und El Hierro) leben geographisch getrennt von Anataelia canariensis. Vor allem die höhlenbewohnende Art A. troglobia unterscheidet sich auch morphologisch, da sie keine Augen besitzt und vor allem in der vorderen Körperhälfte nur schwach pigmentiert ist. Anataelia lavicola ist etwas dunkler als A. canariensis, vor allem in der vorderen Körperhälfte, der Vorderkopf ist stärker konvex und im Zentrum schwach gewölbt. Das Pronotum ist eher rechteckig, statt zum Hinterende hin verbreitert und die Pubeszenz des Abdomens ist schwächer. Der Hinterrand des letzten Tergits weist zudem drei kleine Vorsprünge statt einer dreieckigen Platte auf.

## Verbreitung
Das bekannte Verbreitungsgebiet liegt auf Teneriffa und La Gomera. Auf Teneriffa ist die Art sowohl von einem küstennahen Gebiet im Norden als auch in Höhen von 2000 m bekannt.

## Lebensraum und Lebensweise
Die Art besiedelt als Pionierart spärlich besiedelte Flächen auf relativ frischer Vulkanlava, wo sie die Spalten und Höhlen zwischen und unter dem Gestein bevorzugt. In Abwesenheit von Primärproduktion durch Pflanzen besteht die Nahrungsgrundlage aus abgeregnetem Plankton (Pflanzensamen und kleine Wirbellose, die mit dem Wind transportiert werden). Bei Nacht kommen die Tiere aus ihren Verstecken an die Oberfläche der erkalteten Lava und suchen nach Nahrung. Durch die Nachtaktivität sind sie vor den ungünstigen Umweltbedingungen geschützt. Wenn durch Sukzession nach Hunderten bis Tausenden Jahren, eine Erdschicht über der Lava entsteht, verschwinden auch die Anataelia und werden durch andere Insektengemeinschaften und auch höhlenbewohnende (=troglobionte) Arten verdrängt. Es handelt sich somit um eine strikte Pionierart der Lavafelder. Eine dieser troglobionten Arten ist jedoch ein congener (=Art aus der gleichen Gattung).

## Taxonomie
Die Art wurde von Ignacio Bolívar 1899 als Anataelia canariensis erstbeschrieben in seinem Werk Anataelia, genero nuevo de forficulido de las Islas Canarias. Der Holotyp befindet sich nach Steinmann (1986) vermutlich im Museo Nacional de Ciencias Naturales, vermutliche „Kotypen“ im Natural History Museum in London. Die Gattung wurde nach Anatael Cabrera benannt, der die Art zuerst entdeckte.